# Siding Spring Survey
Siding Spring Survey – program poszukiwania obiektów bliskich Ziemi (NEO), finansowany przez NASA, a realizowany przez Obserwatorium Siding Spring należące do Australian National University. Celem przedsięwzięcia było katalogowanie planetoid i komet, w celu wyznaczenia ich orbit, a co za tym idzie oszacowania ryzyka zderzenia z Ziemią. Program wykorzystywał półmetrowy teleskop Schmidta (Uppsala Schmidt Telescope), w 1982 roku przeniesiony z Obserwatorium Mount Stromlo.
W programie uczestniczyli astronomowie Robert McNaught i Gordon Garradd. Program był odpowiednikiem Catalina Sky Survey (CSS), działającego na półkuli północnej; zespół CSS odpowiadał za oprogramowanie używane przez Siding Spring Survey.
Z powodu wstrzymania finansowania program został zamknięty w 2013 roku.
W ramach tego przeglądu nieba w latach 2004–2013 odkryto 2690 planetoid. Odkryta została także między innymi niezwykle jasna kometa jednopojawieniowa C/2006 P1 (McNaught) (Wielka Kometa z 2007 roku), oraz komety okresowe: 162P/Siding Spring, 186P/Garradd, 191P/McNaught i 254P/McNaught.
W ramach innych programów obserwacyjnych realizowanych przez to obserwatorium w latach 1975–2007 odkryto 1847 nowych planetoid.